# Cattedrale dell'Assunta (Burgo de Osma-Ciudad de Osma)
La cattedrale dell'Assunta (in spagnolo Catedral de la Asunción de la Virgen María) si trova a Burgo de Osma-Ciudad de Osma ed è la cattedrale della diocesi di Osma-Soria

## Storia e descrizione
La cattedrale è un edificio in stile gotico, sorto sull'area precedentemente occupata da una chiesa romanica, edificata nel secolo precedente. La fabbrica avviata nel 1232 si è poi completata con l'apporto di stili di epoche diverse nel 1784. La cattedrale è dedicata all'Assunzione di Maria.
Nel museo della cattedrale, che si trova all'interno della stessa, vengono custoditi numerosi e importanti oggetti di arte sacra. Tra questi un Beatus del 1086, questa opera venne realizzata dai monaci Petrus lo scrivano e Martinus il miniaturista, monaci che erano presenti nell'abbazia che a quel temo era annessa alla cattedrale. Il manoscritto consta di 166 fogli e 71 miniature di 225 X 360 mm. Cod. 1.